# Escritório do Crime
Escritório do Crime (Bureau du crime en français) est le nom d’une des bandes armées illégales qui sévissent à Rio de Janeiro. Au Brésil on nomme « milicia » (milice en français) ce genre de groupement et « milicianos » ceux qui y participent.

## Description
Escritório do Crime est une milice d’élite installée dans la zone ouest de Rio de Janeiro, plus intéressée par les transactions immobilières illégales : fabrication de faux titre de propriété (grilagem), ventes et locations illégales. Ce sont surtout des tueurs à gage d’un grand professionnalisme, ce groupe étant constitué de policiers et d’anciens policiers qui ont basculé dans une affaire autrement lucrative, le crime. Ils connaissent les techniques les plus sophistiquées pour maquiller la scène du crime et brouiller les pistes, techniques qu’ils ont apprises lors de leurs fonctions au sein de la police. Ainsi, ils sont difficiles à traquer.
Les responsables de l'opération « Les intouchables » chargés de pourchasser cette bande soupçonnent que son chef est un ex-capitaine de la police, Adriano Magalhães da Nóbrega, deux fois interpellé pour suspicion de liaison avec la mafia des machines à sous, du Jogo do bicho et pour fabrication de faux papiers immobiliers. Il est secondé par un major de la police, Ronald Paulo Alves Pereira,.

## Assassinats de Marielle Franco et d’Anderson Gomes
En août 2018, les investigations sur l’assassinat de Marielle Franco et de son chauffeur Anderson Gomes (mars 2018) se sont orientées vers l’Escritório do Crime en raison du professionnalisme de l’exécution,. Cette exécution aurait été commise parce que la conseillère municipale, Marielle Franco, entravait une juteuse opération immobilière. Par ailleurs, il y a aussi deux autres suspects dans cette affaire, Orlando de Oliveira Araújo et le conseiller municipal Marcello Siciliano.

## Flávio Bolsonaro et l’Escritório do Crime
Le 22 janvier 2019, la police démantèle une cellule de l’Escritório do Crime qui sévissait dans la zone ouest de Rio de Janeiro. Le nom du sénateur fraîchement élu Flávio Bolsonaro, fils du président brésilien Jair Bolsonaro, se trouve alors fortement mêlé au banditisme. Le chef de la bande, Adriano Magalhães da Nóbrega, ex-capitaine de la police, réussit à s’enfuir, mais pas l’un de ses complices, Ronald Paulo Alves Pereira. Or, ces deux individus sont fortement soupçonnés par la police d’appartenir à l’Escritório do Crime.
On connaissait de longue date la proximité de Flávio Bolsonaro avec ces policiers véreux. En effet, en 2003, Adriano Nóbrega et sept autres policiers reçoivent des louanges publiques à l’Assemblée législative de Rio de Janeiro de Flávio Bolsonaro, alors député d’État. Dans la même occasion, ces louanges sont étendues à son futur adjoint, Fabricio Queiroz, qui sera dans quelques mois au centre d’une affaire de détournement de fonds. En 2004, Flávio Bolsonaro, renouvelle les félicitations  à Adriano Nóbrega et cette fois-ci il lui accorde la médaille Tiradentes, la décoration la plus prestigieuse de l’Assemblée,. Lorsque Flávio Bolsonaro honore Adriano Nóbrega pour la deuxième fois, ce dernier vient d’être accusé d’extorsion de fonds et de torture sur trois jeunes favelados, puis, immédiatement après, arrêté pour homicide d’un autre favelado. Il se trouve donc en prison à l’occasion du deuxième hommage,.
Flávio Bolsonaro a employé dans son cabinet l’épouse d’Adriano Nóbrega, mais aussi sa mère, Raimunda Veras Magalhães, dont le nom apparait dans l’affaire Queiroz de détournement de fonds publics de l’Assemblée législative du Rio de Janeiro au bénéfice de la famille Bolsonaro,,.